# Важгорт
Важгорт — село в Удорском районе республики Коми. Административный центр сельского поселения Важгорт.

## География
Важгорт расположен на северо-западе Республики Коми, на правом берегу реки Вашка, в 415 км от Сыктывкара.

## История
Коми поселились на Вашке в XIII—XIV вв. Летопись связывает одну из волн переселений с распространением в Коми крае христианства. Когда на Вычегду пришел монах Стефан и начал борьбу с древними языческими верованиями местного населения, то многие коми, не желавшие принимать новую религию, переселились на Вашку: «А непохотел кто к святой вере быти, отиде (ушли) теи на Удору... с жоны и детьми свои»,— повествует летопись. Вероятно, одним из первых населенных пунктов был Важгорт. На это указывает само его название: «важ горт», т. е. «старый дом», «старый населенный пункт». 
Самое раннее известие о Важгорте относится к гораздо более позднему периоду — концу XV столетия. В жалованной грамоте великого князя Ивана III (1490 год) есть такая фраза: «На Удоре три пустоши земли, что отнял владычен слуга... у Митки Гридина сына да дал попу Ивану Никольскому (т. е. служителю церк¬ви святого Николая) на Удоре». Так как, согласно материалам XVI— XVII вв., такая церковь существовала только в Важгорте, можно считать, что в грамоте 1490 г. речь идет именно о попе, служившем в Важгортской церкви. Следовательно, Важгорт существовал в 1490 г. 
Более подробные сведения о Важгорте есть в дозорной книге 1608 г. В ней написано: «Погост Важгорта. А на погосте церковь Воскресения Христова... да церковь Николы Чудотворца». В погосте насчитывалось 4 церковных и 37 крестьянских дворов. Фамилии большинства жителей не названы, указана лишь одна фамилия — Буторов (Бутырев): «Во дворе Гришка да Митька да Иванка Буторовы». 6 из 37 крестьянских дворов были пусты: «двор пуст Ивашка Яковлева (Яковлев — отчество), ходит по дворам (т. е. разорился)», «двор пуст Тимошки Степанова, сшел безвестно в 1602 году», «двор пуст Алешки Ерофеева, умер в 1602 году», «двор пуст Павлика Иванова, збежал на Двину во 1602 году» и т. д. 1602 год не случайно постоянно упоминается в дозорной книге: тогда на Удоре (как, впрочем, и по всему Коми краю да и во всем Русском государстве) из-за тяжелейших двухлетних неурожаев начался страшный голод. 
В начале XVII в. Важгорт являлся центром волости, в которую входили еще 9 селений. В середине XVII в. в Важгорте насчитывалось 64 двора. Это был один из крупнейших в Коми крае населенных пунктов. Но люди жили лишь в 42 дворах, 22 двора были пусты. Причиной запустения стали неурожаи 1630—1640-х годов. Они вызвали голод и привели к гибели или бегству жителей: «двор пуст Ивашка Ондреева сына Дроздова, а он умер во 1633 году, жены и детей не осталось», «двор пуст Федотка Федорова сына, а он сшел в Сибирь во 1641 году» и т. д. По-прежнему почти все жители перечислены в документе только по именам и отчествам. Названы по фамилии только Дроздов, Гужев и Мальцов. Вместе с Бутыревым это самые древние важгортские фамилии. 
В переписной книге 1678 г. появились и другие фамилии: Старцов, Черноусов, Попов, Крошихин, Климентьев, Шибунин, Васютов и Ракин. Всего во II половине XVII столетия в Важгорте насчитывалось 58 дворов. 20 из них были пусты: «двор пуст Мишки Крошихина, сшел на Пинегу и постригся в монастырь, у него сын Фадейко 10 лет, кормитца христовым имянем, а пашни у него нет», «двор пуст Аверчки Семенова сына Попова, а ныне он живет на Мезени, а пашня его лежит пуста», «двор пуст Ларки Шибунина, сшел кормитца з женою и з детьми, а где живет, про то неведомо»... 
В 1719 г. в Важгорте насчитывался 51 двор. Появились следующие новые фамилии жителей: Доронкин, Мышев, Макрюков, Амосов, Томилов, Сухоев, Черногудов, Денисов, Быков, Карманов, Лукин, Бубнов, Жуков, Канеев, Королев, Сужев, Игушев. Плаксин, Кулаков. В последующее время население Важгорта не увеличилось. В 1873 г. здесь было 48 дворов, 302 жителя. 
В XIX в. Важгорт стал селом и центром более обширной волости. Теперь в нее входили все населенные пункты, расположенные на Вашке в пределах Коми края (территория нынешних Ертомского, Пучкомского и других сельсоветов, Благоевского и других поссоветов). В селе размещалась почтовая станция, в 1841 г. открыли школу, преобразованную в 1860 г. в училище, а в 1866 г. - в церковно-приходскую школу с 3 отделениями. В 1869 г. в школе учились 12 мальчиков, в 1875 году — 17 мальчиков и 3 девочки, в 1884 г. — 37 мальчиков и 6 девочек. В селе имелось 6 торговых лавок. Ежегодно с 6 по 18 января в Важгорте проводилась ярмарка, на которую съезжались люди со всего Коми края и даже из-за его пределов. Основным товаром на ней были продукты охотничьего промысла и рыба. 
В 1900 г. в селе открылась библиотека, в 1904 г.—временные детские ясли, в 1906 г.— двухклассное училище, где обучались дети из нескольких селений, в 1909 г.— больница. Жители занимались земледелием (сеяли рожь, ячмень, лен, выращивали капусту, с XIX в.— картофель), животноводством (держали лошадей, крупный рогатый скот, оленей, овец); была развита охота на боровую дичь и пушных зверей, рыболовство (ловили, в основном, семгу), из отхожих промыслов получила распространение возка леса, а также коновальство, изготовление валенок, чеботарство, портняжничество. В 1918 г. в Важгорте было 124 двора, 536 жителей, в 1926 г.— 139 дворов, 598 жителей (280 муж., 318 жен.). 
В 1930 г. в селе имелись начальная школа, школа крестьянской молодежи, изба-читальня, приемный покой, сельская больница, агропункт, ветеринарный пункт, пароходная стоянка, школа политграмоты (открыта в 1924 г.), участок милиции, потребительское общество, кредитное товарищество, агентство госторга, комитет крестьянской общественной взаимопомощи. В 1933 г. открылась школа-семилетка, преобразованная в среднюю в 1952 г. 
В 1970 г. в Важгорте было 783 жителя, в 1979 г.— 872 жителя. К 1989 г. численность населения сократилась до 752 чел. (356 муж., 396 жен., коми). В 1992 в селе жили 714 чел., в 1995 - 647 чел. в 259 хозяйствах.

## Население
| 1873 | 1918 | 1926 | 1970 | 1979 | 1989 | 1992 | 1995 | 2010 |
| ---- | ---- | ---- | ---- | ---- | ---- | ---- | ---- | ---- |
| 302  | 536  | 598  | 783  | 872  | 752  | 714  | 647  | 512  |

## Известные уроженцы
Афанасьева Елена Евгеньевна — коми поэт (родилась 1967).